# 金午星
金午星，又譯金五成（1906年—？），北韓政治人物及時事評論員，國內派人，官至最高人民會議代議員。1953年，他因捲入間諜罪而被開除黨籍和所有職務。

## 生平
金午星出生於平安北道龍川郡。1926年，他曾率領當地的佃農參與抗爭運動。1928年到日本大學修讀哲學。1945年，日本投降，二戰結束，金午星加入朝鮮文化建設委員會。同年又成為建國同盟的宣傳部長。翌年，他成為民主主義民族戰線的常任委員及宣傳部長，並負責出版《朝鮮人民報》。但不久後他因發表具左翼思想的文章而遭到南韓政府的壓迫並被收監3個月。獲釋後，他加入南朝鲜劳动党，亦當選為中央委員。未幾，其中央委員的身份暴露，他因而投奔到北韓。
來到北韓後，金午星當選首屆最高人民會議的代議員。然而，1953年8月，即韓戰結束不久後，國內派首領李承燁被時任最高領導人金日成指控為顛覆政府的間諜，金午星也被指為同謀而於同年被開除黨籍和所有職務。

## 資料來源
1. ↑  中共中央對外聯絡部二局. 《朝鮮勞動黨歷屆中央全會概況》. 1981.
2. 1 2 3 4 5 6 7  김오성(金午星) 的存檔，存档日期2014-01-06.